# 山中伊知郎
山中 伊知郎（やまなか いちろう、1954年12月28日 - ）は、日本の脚本家、放送作家、フリーライター、タレント、芸能プロモーター。浅井企画所属。また、浅井と提携している山中企画代表取締役。通称「イッチー」。東京都文京区出身。

## 略歴
東京都立小石川高校、早稲田大学法学部卒業。大学在学中、「稲門シナリオ研究会」に所属。卒業後、脚本家としてデビュー。「スケバン刑事」、「噂の刑事トミーとマツ」などを担当。
その後、著述家（ライター）に転身。お笑いの放送作家の仕事を引き受けた経験から、浅井企画とパイプを持ち、同社のお笑いタレントの育成に関与。「キャイ〜ン」などを世間に送り出し、お笑いプロデューサーとして活躍する。
一方、本業の著述活動においては、おもにお笑い界の「大物」といわれる人物（特に浅井企画系）にスポットをあてた作品で知られるほか、牛丼の「吉野家」に関する著作でも知られ、BSE問題発生時に、吉野家に関するコメントでテレビに多く出演した。
タレントとしても関根勤主宰のコメディ劇団「カンコンキンシアター」の脇役俳優として、スキンヘッドの風貌とこわもての顔を生かした独特の芸風で、主力メンバーとなった。
現在は埼玉県在住で、Jリーグ「浦和レッドダイヤモンズ」のサポーターとしても有名。
また、浅井企画とのパイプから新事業「那須お笑い学校」の講師を務める。さらに、お笑い学校の卒業生受け入れ先として、浅井企画の川岸専務を役員に招聘した芸能事務所「山中企画」を立ち上げ、タレントマネジメント業にも乗り出している。
現在は、山中企画代表として、出版業務に活動の軸足を移しているが、お笑いイベントのプロデュース活動も継続している。
先述の通りスキンヘッドであるが、ハゲは18歳のときから。現在はひげをたくわえている。

## 備考
コサキン（関根勤・小堺一機）の二人など、知人からは、著述活動は「小遣い稼ぎ」とも揶揄され、プロレスラーの西村修に関する本を書こうとして取材した際、いきなりギャラの交渉から始めたため、西村の不興を買った、という出来事もあった。またコサキンの二人からは「金の事しか考えていない」（『これが「年収」だ！！』という本も出している）と言われたり、「お金がもったいないから息子を私立中学には行かせない」と言ったために関根から「男気がない」と言われる（この話から、カンコンキンシアター16回目のサブタイトルは『ぼく、私立へ行きます』になった）など、コサキンのラジオ番組ではたびたびネタにされている。

## 著書一覧
- 小堺一機 関根勤の社会学―ベターチョイス・ライフのすすめ （CBS・ソニー出版） 小堺、関根との共著
- なつかしのウルトラ・テレビっ子クイズ（CBS・ソニー出版）
- 超メディア人の挑戦（翔泳社）
- 大善行（主婦と生活社）
- チョットいい犯罪（図書新聞）
- 頭髪のすべてがわかる本（日本実業出版社）
- 関根勤は「天才」なのだ。（風塵社）
- 3分間で本音を引き出す法（明日香出版社）
- 職人になる!（明日香出版社）
- オヒョイさんになりたい（風塵社）
- 村上ショージVS剛州（風塵社）
- シナリオライタ－・放送作家になるには（ぺりかん社）
- 浦和レッズ至上主義（風塵社）
- お笑いタレントになるには（ぺりかん社）
- 元祖AVスカウトマン ヨッちゃんが行く（風塵社）
- ラジオの鉄人・毒蝮三太夫（風塵社）
- 浦和レッズは負けない（ザ・マサダ）
- 得する上手な弁護士の頼り方・選び方（ゼスト）
- 勝て!!浦和レッズ（廣済堂出版）
- 職人になる本（永岡書店）
- 高田純次★祭り（風塵社）
- 浦和がなくなる日（風塵社）
- 吉野家!（廣済堂出版）
- これが「原価」だ!!（インターメディア出版）
- 自衛官になるには（ぺりかん社）
- いくよ、二郎さん はいな、欽ちゃん―小説・コント55号（竹書房）
- ダンサーになるには（ぺりかん社）
- 分かりやすい、これが「原価」だ!!2（インターメディア出版）
- 浦和レッズ 祝優勝（長崎出版）
- これが「年収」だ!!（長崎出版）
- スクール★ウォーズを作った男（洋泉社）
- いまが買い時（長崎出版）
- 関根勤・ルー大柴 100歳の挑戦（飯塚書店）
- なぜ浦和レッズは強くなったのか（長崎出版）
- 「昭和三十年村」作ります（日新報道）
- お笑いテレビタレント史（ソフトバンククリエイティブ）
- がんばれ!吉野家（長崎出版）
- テレビ業界で働く（ぺりかん社）
- ぽっくり往生するには（長崎出版）
- 昭和30年代村（日新報道）
- 話しベタほど『会話上手』になれる本（扶桑社）
- お笑いタレント化社会（祥伝社）
- 6万人の熱狂　浦和レッズサポーター群像（KKベストセラーズ）
- 職人になるガイド（新講社）
- 放送局で働く人たち（ぺりかん社）
- 健康増進のための「お笑いレッスン」（愛育社）
- ザ・浅草芸人 中二階の男 チャンス青木（山中企画）
- 「心の病」は、腸を診れば治る!?―長崎発★東洋医学医師田中保郎の挑戦（山中企画）
- 元気になる毒蝮三太夫語録（山中企画）
- 川岸咨鴻伝 コサキンを「3億年許さん!」と叱責した男（山中企画）